# Eustachio Manfredi

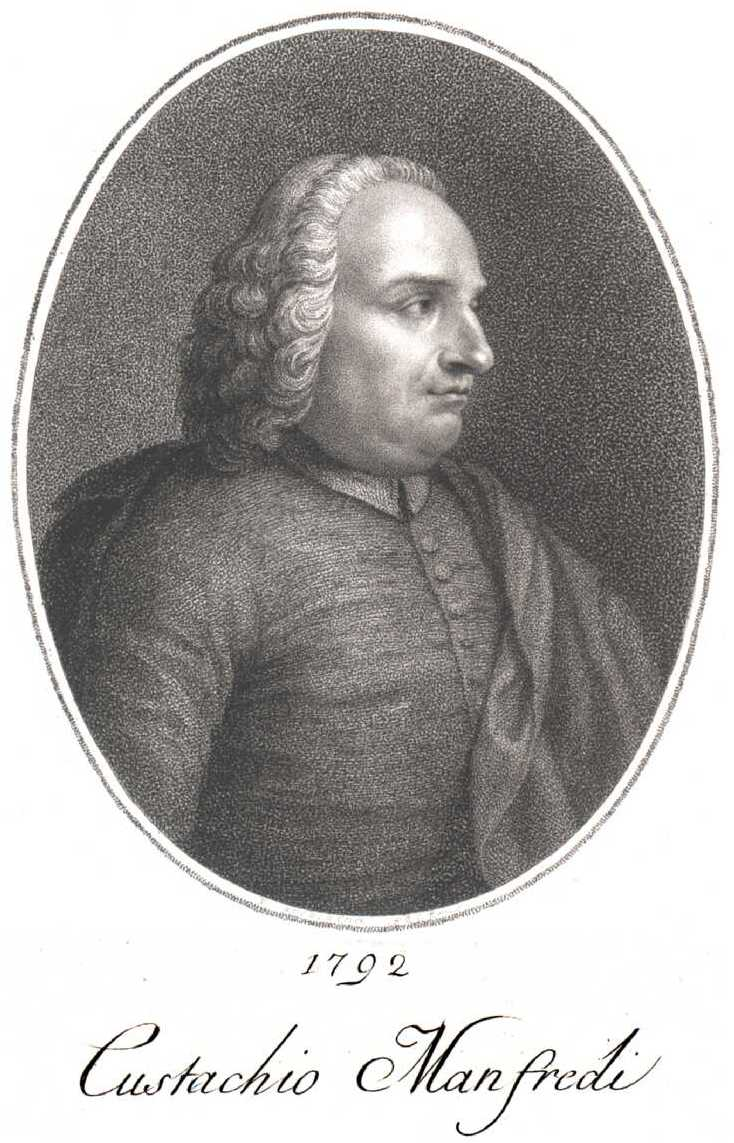
Eustachio Manfredi

Eustachio Manfredi (*  22. September 1674 in Bologna; † 15. Februar 1739 ebenda) war ein italienischer Astronom, Mathematiker und Dichter.

## Leben

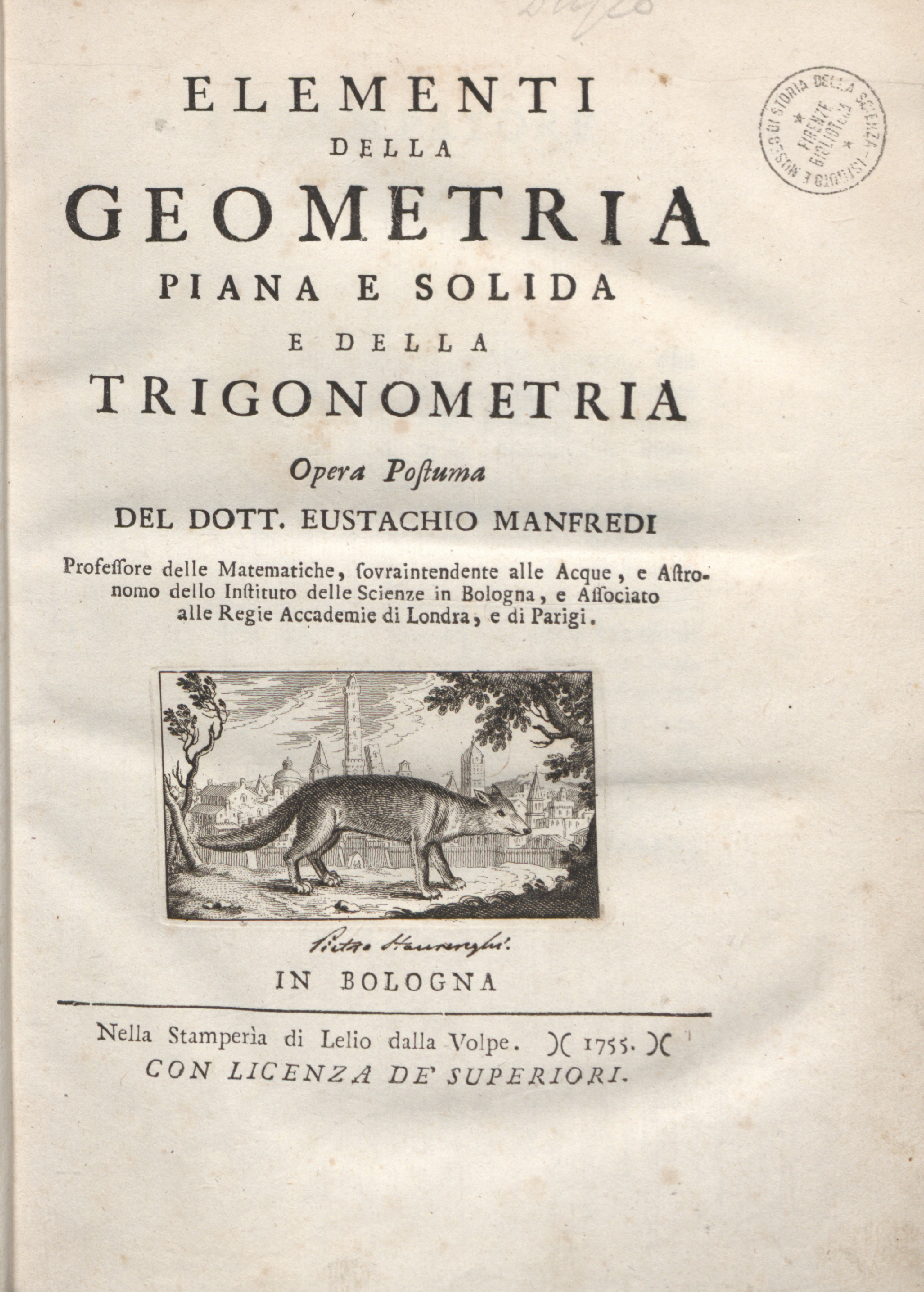
Elementi della geometria piana e solida e della trigonometria, 1755

Manfredi, der Sohn eines Notars, besuchte die Jesuitenschule in Bologna und studierte Jura an der Universität Bologna mit dem Abschluss (Laurea, sowohl in zivilem als in kanonischem Recht) 1692. Er praktizierte aber nie als Jurist, sondern interessierte sich für Mathematik, Hydraulik, Astronomie (die er bei Domenico Guglielmini studierte) und Dichtkunst und gründete 1690 die Accademia degli Inquieti in Bologna, um mit Gleichgesinnten wissenschaftliche und literarische Diskussionen zu führen. Sie trafen sich zuerst in seinem Haus und später bei anderen Mitgliedern (wie Graf Ferdinando Marsili (1658–1730)) und gingen in der 1711 gegründeten Accademia delle Scienze dell´Istituto di Bologna auf. 1699 wurde er Mathematik-Professor an der Universität Bologna, obwohl er die vorgeschriebene Laurea in Philosophie nicht besaß (er erhielt sie erst 1738). Seine Gönner (darunter der Marquis Giovanni Giuseppe Orsi (1652–1733), später Mitglied der Royal Society) berücksichtigten aber, dass er durch Schicksalsschläge, die seinen Vater trafen und der Bologna verlassen musste, nun allein für die Familie aufkommen musste. 1704 wurde er zusätzlich Oberaufseher über den Wasserbau in Bologna und er war Direktor des Kollegiums von Montalto, einer Schule für angehende Geistliche, was er bis 1711 blieb. Ab 1711 war er Direktor des Astronomischen Observatoriums in Bologna, das er mit Mitarbeitern erst aufbauen musste, und zuständig für Astronomie innerhalb der Accademia delle Scienze von Bologna.
Er begann mit der Herausgabe astronomischer Tabellenwerke (Ephemeriden) in Bologna (von seinen Nachfolgern bis 1844 fortgeführt), wobei ihn seine Schwestern Maddalena (1674–1744) und Teresa (1679–1767)  bei der Berechnung unterstützten. Auch zwei seiner Brüder, Eraclito Manfredi (1682–1759, Professor für Astronomie in Bologna) und Gabriele Manfredi (1681–1761, Professor für Mathematik in Bologna), waren wissenschaftlich interessiert, ein dritter Bruder (Emilio, 1679–1742) wurde Jesuit. Manfredi stand in Briefwechsel mit Giovanni Domenico Cassini, der vor ihm Professor für Astronomie in Bologna war, dann aber an das Pariser Observatorium ging. Cassini stellte ihm auch Daten für seine Ephemeriden zur Verfügung. An seinem Observatorium bestimmte er die genaue geographische Länge und Breite von Bologna. Er korrespondierte mit Pierre-Louis Moreau de Maupertuis über die Form der Erde.
Er entdeckte 1707 einen neuen Kometen mit Vittorio Stancari und in langen Beobachtungsreihen, in denen er die Parallaxe der Fixsterne aufgrund der Erdbewegung nachweisen wollte (dies gelang Friedrich Wilhelm Bessel erst 1838), die Entdeckung der Aberration von Sternlicht, veröffentlicht 1729 (De annuis inerrantium stellarum aberrationibus). Hier kam ihm aber der Engländer James Bradley zuvor. Manfredi hatte diese Entdeckungen schon 1719 gemacht (von ihm stammte auch die Bezeichnung Aberration), aber aufgrund von Problemen mit der kirchlichen Zensur erst zehn Jahre später veröffentlichen können. Die Entdeckung trug zur späteren Akzeptanz des heliozentrischen Weltbildes in Italien auch bei der katholischen Kirche nach deren anfänglicher Ablehnung und Verdammung von Galileo Galilei bei. Zu seiner Zeit äußerte er sich dazu jedoch sehr vorsichtig darüber, im Gegensatz zu Bradley, der es als Beweis der Bewegung der Erde um die Sonne und der Endlichkeit der Lichtgeschwindigkeit interpretierte.
Lange Zeit war er stark mit Wasserbauproblemen befasst, nicht nur in Bologna, sondern auch 1730/31 in der Republik Venedig (wo er mit Bernardino Zendrini zusammenarbeitete) und 1732/33 in Rom (Trockenlegung der Pontinischen Sümpfe, Regulierung des Tiber).
Er war zu seiner Zeit auch als Dichter bekannt und war Mitglied des von ihm und anderen 1690 in Bologna gegründeten Ablegers der Accademia degli Arcadi (als Aci Depusiano). Seine Gedichte veröffentlichte er 1713 in einem Sammelband und sie wurden auch 1748 in einem Sammelband nach seinem Tod von seinem Freund Giampietro Zanotti herausgegeben. Er dichtete im Stil arkadischer Gedichte und Sonette im Stil Petrarcas. Sein bekanntestes Gedicht war Donna, negli occhi vostri, seiner Jugendliebe Giulia Caterina Vandi gewidmet, die aber Nonne wurde. Auch seine Geistlichen Gedichte waren seinerzeit beliebt.
1726 wurde er Mitglied der französischen Académie des sciences und 1728 der Royal Society. Er war auch Mitglied der Accademia della Crusca (1702).
Der Asteroid (13225) Manfredi wurde ihm zu Ehren benannt.

## Schriften
- Ephemerides motuum coelestium, Bologna, 2 Bände 1715 (für die Jahre 1715 bis 1725)
- De transitu Mercurii per solem anno 1723, 1724
- De gnomone meridiano bononiensi, 1736
- Instituzioni astronomiche, 1749
- Della natura de' fiumi 1739 (Über die Natur der Flüsse)
- Defectus lunae observatus 1736
- Defectus solis observatus 1738
- Elementi della geometria piana e solida e della trigonometria 1755

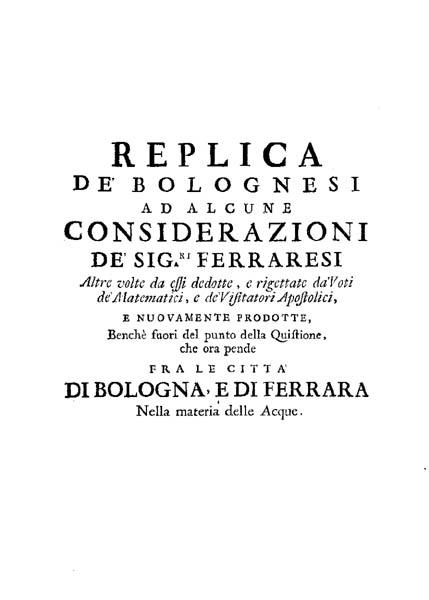
Replica de' bolognesi ad alcune considerazioni de' sig.ri ferraresi nella materia delle acque, 1717
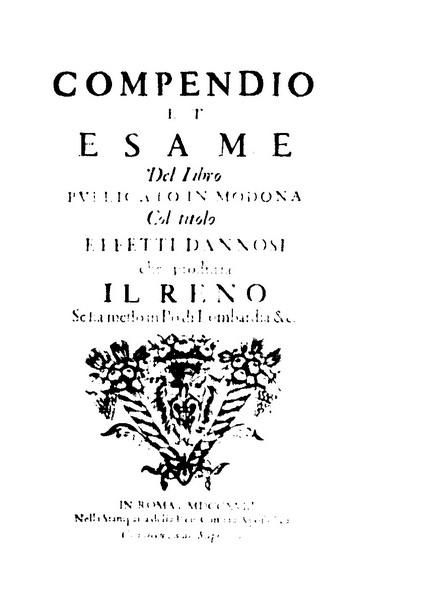
Compendio et esame del libro pubblicato in Modena col titolo Effetti dannosi che produrrà il Reno se sia messo in Po' di Lombardia, 1718
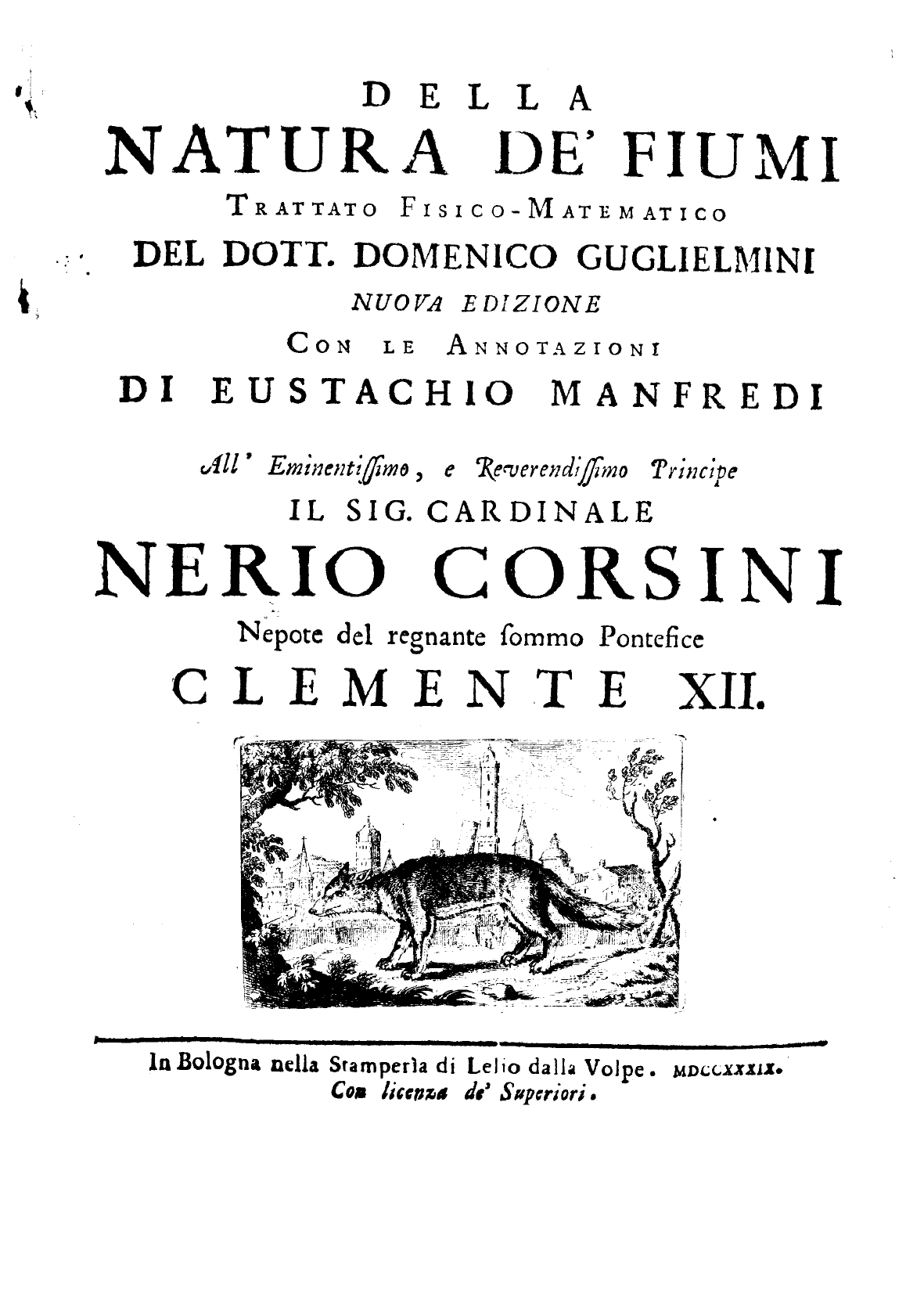
Domenico Guglielmini, Della natura de’ fiumi, trattato fisico-matematico. Nuova edizione con le annotazioni di Eustachio Manfredi, 1739